# Porsche LMP2000
Chronologie des modèles
Porsche 911 GT1 Porsche 919 Hybrid
La Porsche LMP2000 (nom de code Porsche 9R3)  est un prototype de course du Mans développé entre 1998 et 2000, mais jamais utilisée en course. Une seule voiture a été construite, conçue autour d'une version modifiée du moteur V10 de 3,5 litres de Porsche, initialement conçu pour la Formule 1 en 1992. Le projet a été annulé avant que la voiture ne soit dévoilée publiquement, ce qui a donné lieu à diverses rumeurs sur les raisons de son annulation.

## Conception et développement
En 1998, Porsche conçoit un prototype pour la nouvelle réglementation Le Mans Prototype pour la saison suivante, lui attribuant le nom de code 9R3,. Le châssis a été conçu par Norbert Singer. Il devait initialement utiliser une version modifiée du moteur six cylindres à plat turbocompressé utilisé dans la Porsche 911, mais ce moteur était considéré comme trop peu puissant, trop lourd, et nécessitait un refroidissement supplémentaire.
En novembre 1998, Porsche décide de ne pas construire la voiture pour 1999, annonçant son retour au Mans en 2000. Le constructeur choisit plutôt de reprendre le moteur V10 de 3,5 litres, initialement développé en 1992 pour l'écurie de Formule 1 Footwork Arrows. Le moteur V10 de 3,5 litres est modifié pour atteindre une cylindrée de 5,5 litres, et les rappels pneumatiques de soupape sont supprimés, les brides d'air imposées par la réglementation LMP les rendant superflues. Le châssis reste inchangé, à l'exception de la géométrie de la suspension pour les nouveaux pneus et des supports moteur pour accueillir le nouveau moteur,.

### Abandon du projet
En mai 1999, le projet est interrompu par le conseil d'administration de Porsche, mais l'équipe de conception peut toutefois finir le développement du véhicule,. Un essai privé de deux jours à Weissach a lieu en novembre 1999, la voiture étant conduite par Allan McNish et Bob Wollek, qui auraient donné des retours positifs,. La voiture est ensuite stockée. Malgré des photos de la voiture lors de l'essai divulguées aux médias, Porsche a nié l'existence de la voiture,.
Des rumeurs ont ensuite circulé sur l'annulation du projet. Parmi celles-ci figurait un accord entre le PDG de Porsche, Wendelin Wiedeking, et le président du groupe Volkswagen, Ferdinand Piëch, pour coopérer sur un nouveau projet de SUV (qui est devenu le Porsche Cayenne et le Volkswagen Touareg ),. L'accord inclurait le retrait de Porsche de la compétition au Mans,,,,, évitant ainsi une compétition avec l'Audi R8, qui a ensuite remporté les 24 Heures du Mans 2000,. D'autres ont noté une concurrence insuffisante après le retrait de BMW, Toyota, Nissan et Mercedes-Benz.
Après l'arrêt du projet, les ingénieurs ont été réorientés vers le projet du Porsche Cayenne,. Le moteur V10 de la voiture a ensuite été utilisé dans le concept-car Porsche Carrera GT et a été modifié pour la version de production.
En juillet 2018, la voiture a été exposée au public pour la première fois au Festival de vitesse de Goodwood, dans le cadre des célébrations du 70e anniversaire de Porsche,. En 2024, le musée Porsche restaure la voiture pour célébrer ses 25 ans. Une présentation officielle a lieu en octobre 2024, une fois de plus pilotée par Allan McNish,,.